# Fellype Gabriel
Fellype Gabriel de Melo e Silva, ou simplement Fellype Gabriel (né le 6 décembre 1985 à Rio de Janeiro), est un footballeur brésilien.